# Alexander Nikolajewitsch Dinnik
Alexander Nikolajewitsch Dinnik (russisch Александр Николаевич Динник, ukrainisch Олександр Миколайович Динник Oleksandr Mykolajowytsch Dynnyk; * 19. Januarjul. / 31. Januar 1876greg. in Stawropol; † 22. September 1950 in Kiew) war ein sowjetisch-ukrainischer Ingenieurwissenschaftler für Mechanik.

## Biografie
Dinnik war der Sohn eines Physiklehrers und ging in Stawropol zur Schule. Ab 1894 studierte er an den Universitäten von Odessa und Kiew, wo er 1899 seinen Abschluss machte. Danach war er am Lehrstuhl für Physik des Polytechnikums in Kiew und später an dem für Festigkeitslehre. 1909 wurde er mit einer Dissertation über Kontaktmechanik promoviert. 1910 war er zu einem Studienaufenthalt in München bei Arnold Sommerfeld und August Föppl. Bei der Rückkehr wurde er 1911 Professor am Polytechnikum in Nowotscherkassk. 1912 wurde er an der TH Danzig bei Hans Lorenz mit einer Dissertation über ebene Platten und Schalen zum Dr. Ing. promoviert, 1913 wurde er Professor für theoretische Mechanik am Bergbauinstitut in Jekaterinoslaw und 1915 habilitierte er sich (russischer Doktortitel) an der Universität Charkiw (Habilitationsschrift: Die Anwendung der Bessel-Funktionen bei Aufgaben der Elastizitätstheorie). Er war bis 1930 Professor am Bergbauinstitut in Jekaterinoslaw und zwischen 1944  und 1950 Professor an der Universität Kiew, wo er schulbildend wirkte.
1929 wurde er volles Mitglied der Ukrainischen Akademie der Wissenschaften und ab 1946 der Akademie der Wissenschaften der UdSSR.
Dinnik bildete in seiner wissenschaftlichen Laufbahn mehr als 40 Doktoren der Wissenschaften aus, darunter Guri Nikolajewitsch Sawin. 1946 erhielt er den Leninorden und 1944 den Orden des Roten Banners der Arbeit. Er starb 74-jährig in Kiew und wurde auf dem Lukjaniwska-Friedhof bestattet. 1973 wurde ihm zur Erinnerung an seinem Kiewer Wohnhaus eine Gedenktafel installiert.

## Schriften
- Ausgewählte Werke (Russisch), 3 Bände, Kiew 1952 bis 1956